# South Elkington
South Elkington är en by i civil parish Elkington, i distriktet East Lindsey, i grevskapet Lincolnshire, i England. Byn är belägen 3 km från Louth. South Elkington var en civil parish fram till 1987 när blev den en del av Elkington. Civil parish hade 282 invånare år 1961.